# Diecezja Canterbury
Diecezja Canterbury (ang. Diocese of Canterbury) – diecezja metropolitalna Kościoła Anglii w południowo-wschodniej Anglii. Powstała w 597 roku w ramach Kościoła rzymskokatolickiego, zaś w okresie reformacji stała się diecezją anglikańską. Obecnie obejmuje wschodnią część hrabstwa Kent.  
Ze względu na szczególną rolę arcybiskupa Canterbury, duchowej głowy całego Kościoła Anglii i Wspólnoty anglikańskiej, który znaczną część czasu spędza w Londynie lub za granicą, jego biskup pomocniczy w diecezji (tytułowany biskupem Dover) posiada szczególnie szerokie prerogatywy, bliskie katolickiemu administratorowi diecezjalnemu. Dwaj pozostali biskupi pomocniczy, tytułowani biskupami Ebbsfleet i Richborough, pracują na stałe poza diecezją, wspierając arcybiskupa Canterbury w wizytacjach kanonicznych w całej jego metropolii. Diecezja dzieli się na trzy archidiakonaty, szesnaście dekanatów i 261 parafii. 

## Biskupi
- Arcybiskup Canterbury: Justin Welby
- Biskupi pomocniczy:
  - Biskup Dover: Trevor Willmott
  - Biskup Ebbsfleet: Jonathan Goodall
  - Biskup Richborough: Norman Banks